# Chärstelenbach
Der Chärstelenbach ist ein 11,8 Kilometer langer rechter Nebenfluss der Reuss im Maderanertal im Schweizer Kanton Uri. Er ist der wasserreichste Zufluss der Reuss vor deren Mündung in den Urnersee.

## Geographie

### Verlauf
Der Chärstelenbach entspringt am Hüfigletscher zwischen Schärhorn und Gross Düssi nahe der Grenze zum Kanton Graubünden und bildet schon kurz später den Hüfisee. Er fliesst nun in südwestliche Richtung, nimmt von links den Brunnibach und den Etzlibach auf, und mündet kurz nach der Chärstelenbachbrücke der Gotthardbahn nach rund 12 Kilometern bei Amsteg in die Reuss.

### Einzugsgebiet
Das 116,7 km² grosse Einzugsgebiet des Chärstelenbachs  wird durch ihn über die Reuss, die Aare und den Rhein zur Nordsee entwässert.
Es besteht zu 15,7 % aus bestockter Fläche, zu 11,9 % aus Landwirtschaftsfläche, zu 0,3 % aus Siedlungsfläche und zu 72,1 % aus unproduktiven Flächen.
Die Flächenverteilung
Die mittlere Höhe des Einzugsgebietes beträgt 2174,6 m ü. M., die minimale Höhe liegt bei 526 m ü. M. und die maximale Höhe bei 3268 m ü. M.

### Zuflüsse
Zuflüsse von der Quelle zur Mündung mit Längenangaben, Grösse des Einzugsgebietes und dem mittleren Abfluss (MQ).
- Haltenbach (rechts), 0,4 km
- Widderlaui (rechts), 2,7 km, 1,3 km²
- Ribital(bächli) (links), 0,9 km
- Plattenbächli (rechts), 0,5 km
- Wydenbergbach (rechts), 0,6 km
- Talgraben (links), 0,7 km
- Sufertal(bach) (rechts), 1,9 km
- Hältelibach (rechts), 0,9 km
- Etzlibach (links), 10,5 km, 28,9 km², 1,9 m³/s
- Hältelibach (rechts), 0,9 km
- Eistenchälen(bächli) (rechts), 0,9 km
- Ribital(bach) (links), 1,3 km
- Fruttbrunnen(bächli) (rechts), 0,4 km
- Hinter Schinibächli (rechts), 0,4 km
- Vorder Schinibächli (rechts), 0,6 km
- Wassertalbächli (links), 0,6 km

## Hydrologie
Bei der Mündung des Chärstelenbachs in die Reuss beträgt seine modellierte mittlere Abflussmenge (MQ) 8,58 m³/s. Sein Abflussregimetyp ist b-glaciaire, und seine Abflussvariabilität beträgt 11.

## Brücken

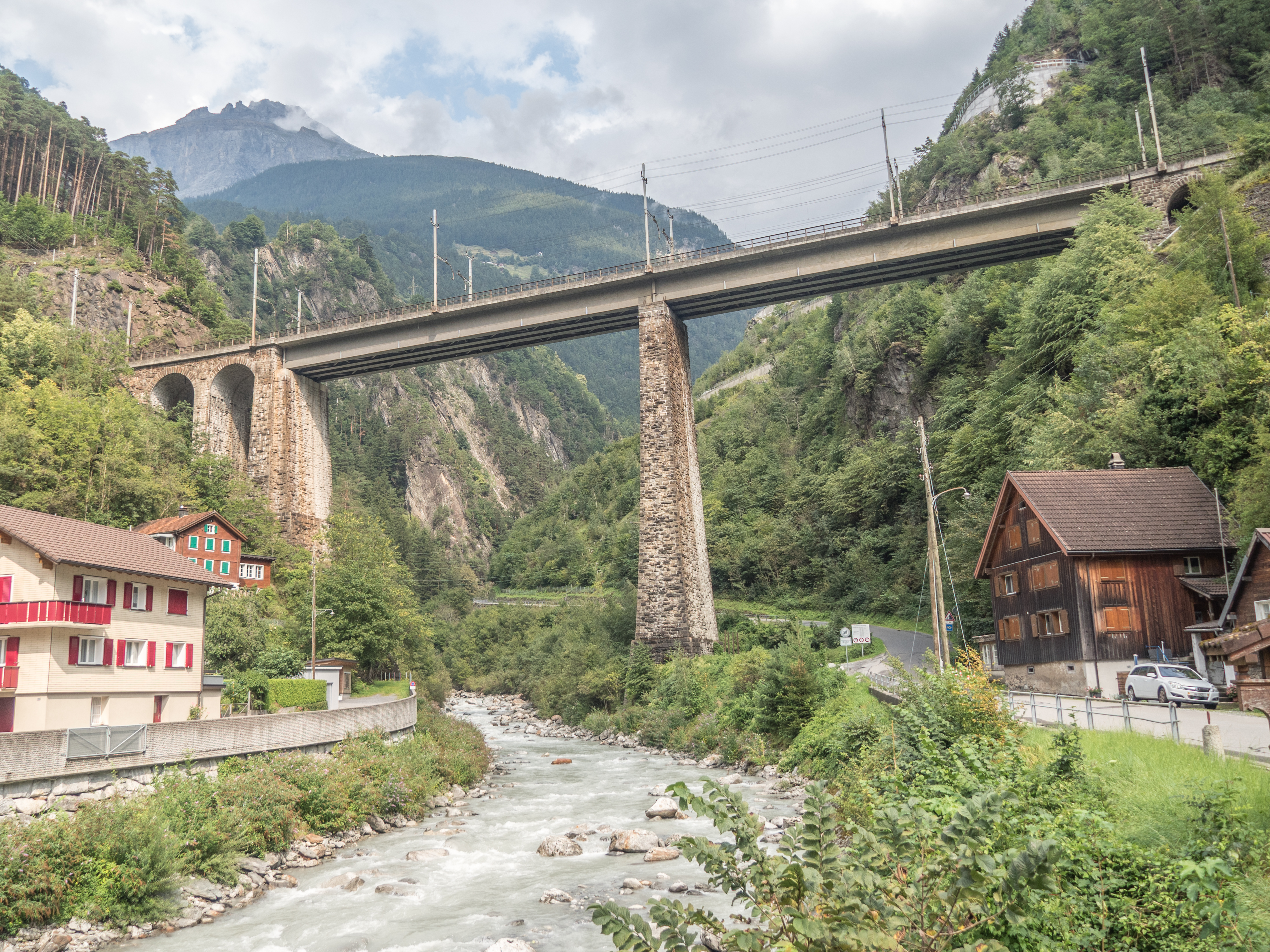
Chärstelenbachbrücke der Gotthardbahn bei Amsteg

Auf seinem Weg wird er von 16 Brücken überquert.